# 영동 김수온 묘소
영동 김수온 묘소(永同 金守溫 墓所)는 충청북도 영동군 용산면 한곡리에 있는, 조선시대의 문신이며 학자인 괴애(乖崖) 김수온(1409∼1481) 선생의 묘소이다. 1987년 3월 31일 충청북도의 기념물 제76호로 지정되었다.

## 개요
조선 초기의 문신이며 학자인 괴애(乖崖) 김수온(1409∼1481) 선생의 묘소이다.
세종 23년(1441)에 문과에 급제하여 세종의 특명으로 집현전 학사가 되어『치평요람』을 편찬하였으며, 그 후『의방유취』편찬에도 참여하였다. 세조 15년(1466)에는 판중추부사에 올랐으며, 성종 2년(1471)에는 좌리공신 4등으로 영산부원군에 봉해졌다.
선생은 학문과 문장에 뛰어나 서거정, 성삼문 등 당대의 학자들과 함께 이름을 떨쳤으며,『사서오경』의 토를 만들고,『명황계감』을 번역하는 등 번역과 간행사업에 많은 업적을 이루었다.
현재 묘역에는 아랫부분에 둘레석을 두른 봉분을 중심으로 앞에는 묘비·상석·장명등(長明燈:무덤 앞에 세우는 돌로 만든 등)이 있으며, 좌우에는 문인석과 동자석이 한 쌍씩 세워져 있다. 보은군에는 김수온의 업적을 영원히 기리기 위해 성종이 세운 부조묘(不조廟:신주를 땅에 묻지 않고 계속 두면서 제사를 지낼수 있도록 한 사당)가 남아 있다.

## 분류
- 김수온

## 참고 문헌
- 영동 김수온 묘소 - 국가유산청 국가유산포털